# コーカサスバイソン

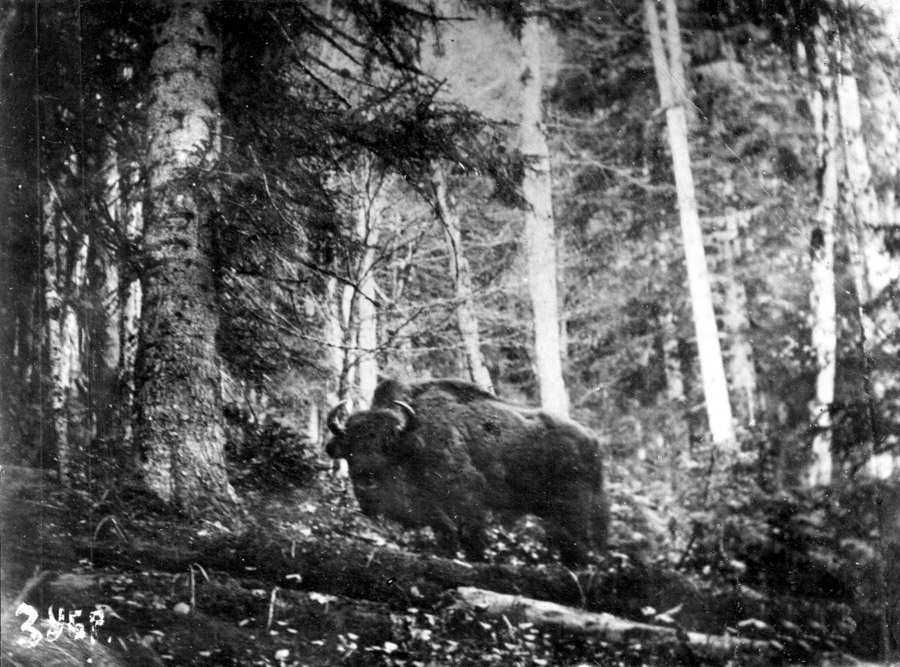
19世紀末に撮影されたとされる野生個体

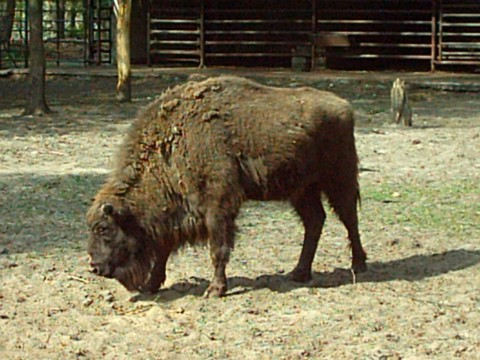
ヨーロッパバイソンとコーカサスバイソンの混血バイソンの子孫 （ポズナンの動物園）

コーカサスバイソン (Bison bonasus caucasius) は、偶蹄目ウシ科に属するヨーロッパバイソンの亜種で、カフカース（コーカサス）地方に生息していたが、中央ヨーロッパに棲息していたカルパティアバイソン（英語版）と同様に絶滅した。
体長3.4m、体高2m、体重1t。体色は茶色。アメリカバイソンと違って大集団は作らず、10頭前後の群れで暮らしていた。メスは1〜2年に1頭の割合で子供を産んだ。現在のヨーロッパバイソンよりも山岳に適した姿をしていたとされる。
19世紀初頭、コーカサスバイソンはヨーロッパバイソン Bison bonasus bonasus とともに、ロシア皇帝アレクサンドル1世によって生息地を保護区に指定された。密猟対策として近隣住民を追放するほどの厳重な保護の甲斐あって、コーカサスバイソンの個体数は1914年には737頭にまで回復した。しかし、ロシア革命が勃発して保護がなくなると、住民や反乱軍によるバイソン猟が横行し、数は急速に減っていった。1921年に野生の最後の一頭が射殺された。これに対し、カルパティアバイソンの絶滅は1852年であった。
1925年2月26日に、動物商ハーゲンベックに飼われていた「コーカサス」という名のオスが死んで、コーカサスバイソンは絶滅した。ある意味、皇帝がとってきた保護策の妥当性・必要性を証明する結果となった。ヨーロッパバイソンも野生では絶滅したが、ロシア皇帝が各国に贈ったバイソンの繁殖が成功したため完全な絶滅を免れた。それらのバイソンの子孫には、野生に戻されたものもある。
なお、コーカサスバイソンの復元を目指して野生に放たれたヨーロッパバイソンとアメリカバイソンとのハイブリッドを新亜種 Bison bonasus montanus（ポーランド語版）とすべきだという意見もある。